# 小小智慧树
《小小智慧树》是中国中央电视台的一档亲子节目，其收视人群为1-3岁的婴幼儿及其父母。

## 组成
- 《学英语》
- 《认知》
- 《唱歌时间》
- 《朋朋讲故事》
- 《你太棒了》